# Stuckdecke im Audienzsaal der Ortenburg

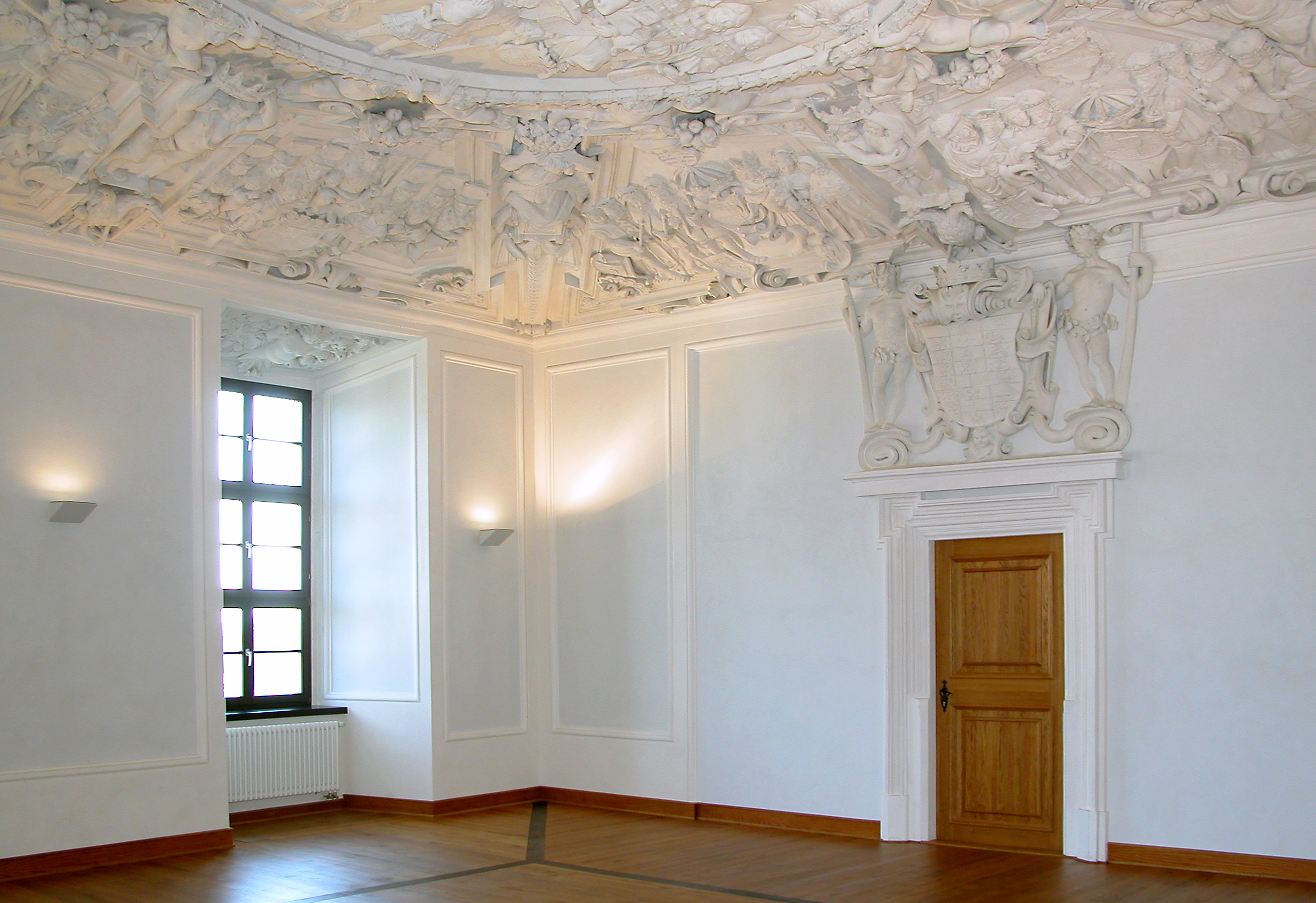
Teil des Muldengewölbes und des Deckenspiegels; Sopraporte mit Wappentafel

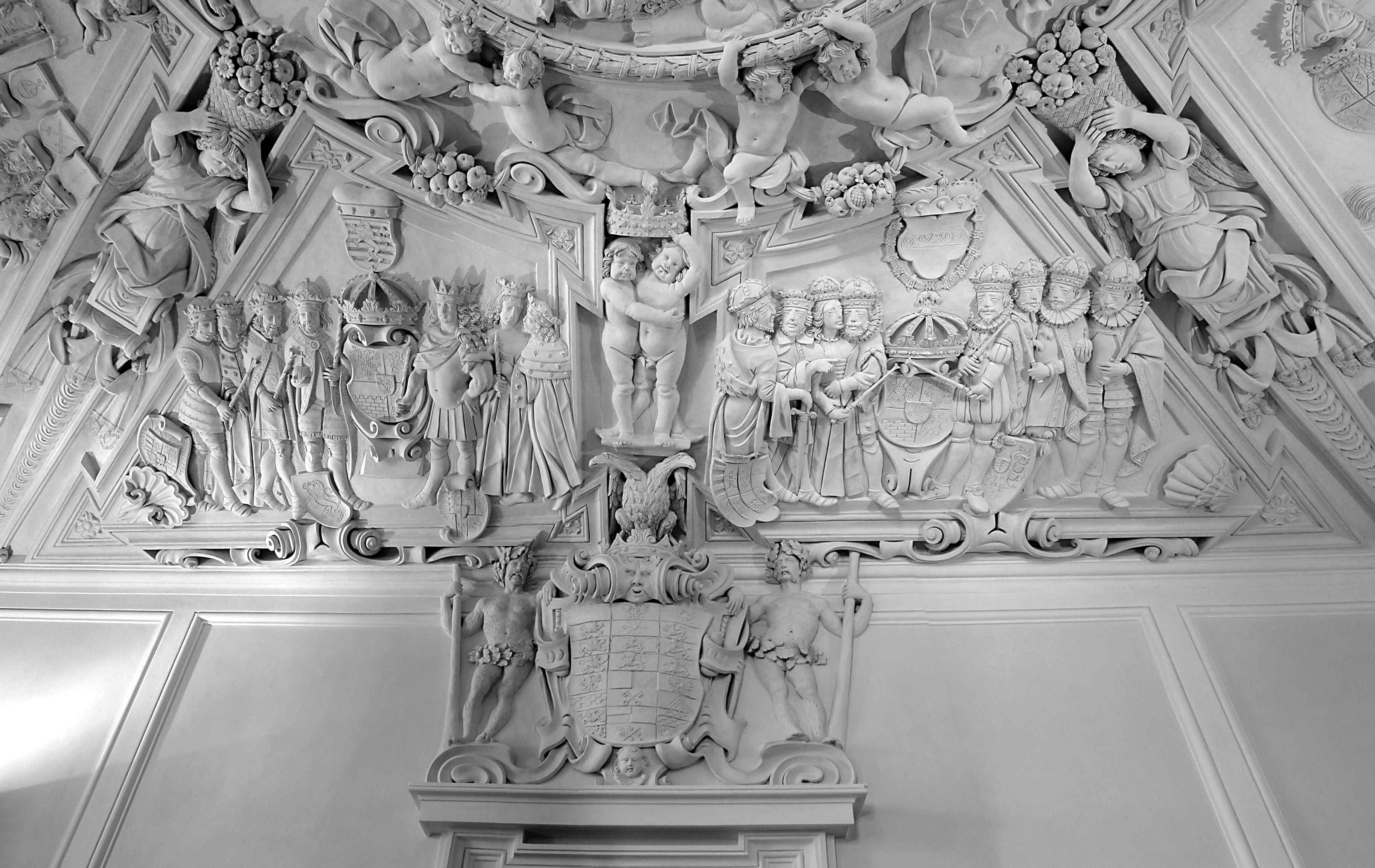
Details

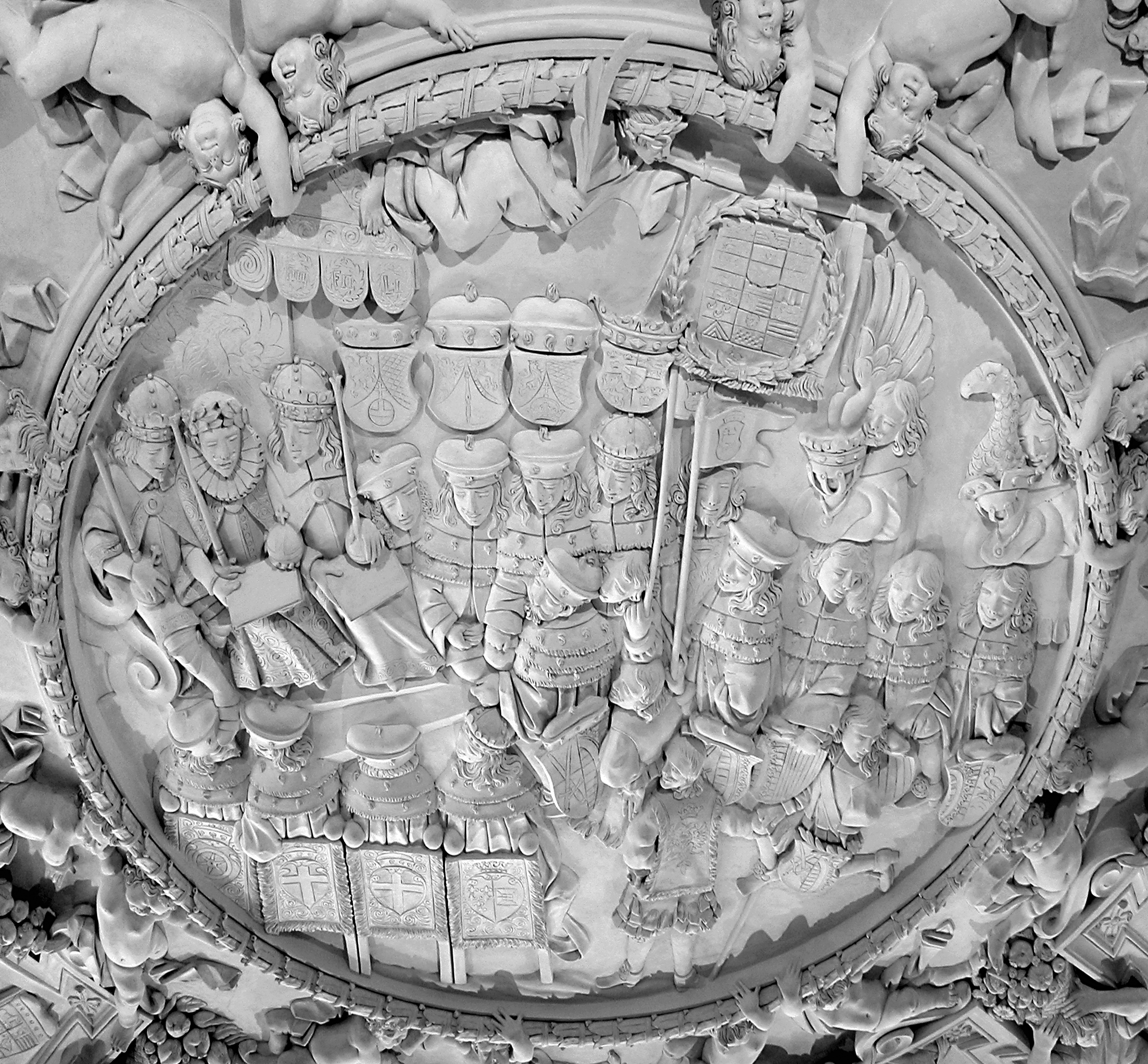
Details

Die Stuckdecke im Audienzsaal der Ortenburg in Bautzen thematisiert bildlich einige Aspekte landesherrlicher Zugehörigkeit der Oberlausitz, angefangen mit der fiktiven Belehnung des Herzogs Widukind (Sachsen) im Jahr 806 bis zur Übergabe an den sächsischen Kurfürsten Johann Georg I. im Jahr 1635. Sie wurde 1662 fertiggestellt.

## Geschichte und Entstehung
Der Wiederaufbau der Ortenburg kam nach den schweren Zerstörungen im Dreißigjährigen Krieg nur schleppend voran. Noch im Frühjahr 1657, als Johann Georg II. mit großem Gefolge in Bautzen weilte, um sich, wie schon sein verstorbener Vater, als Markgraf der Oberlausitz huldigen zu lassen, konnte die Burg repräsentativen Bedürfnissen des neuen Landesherrn kaum gerecht werden. Wahrscheinlich kam damals die Idee auf, den nordwestlichen Eckraum im ersten Obergeschoss des Hauptgebäudes als kurfürstliches Kammergemach in besonderer Weise auszugestalten.
Der seinerzeitige Landvogt der Oberlausitz Curt Reinicke von Callenberg beauftragte mit der Ausgestaltung des Raumes offensichtlich die gleichen italienischen Stuckateure, die für ihn schon im Neuen Schloss in Muskau tätig waren. Für Bautzen fehlen uns zwar eindeutige Belege, doch lässt sich deren künstlerische Handschrift hier nachempfinden. In Muskau sind Giovanni Cometa (Cometta) sowie die Brüder Giovanni und Giulio Vanetti nachgewiesen (letztere auch im Kloster Neuzelle).
Während über den beiden Eingängen des heutigen Stuck- oder Audienzsaales jeweils die Wappen von Johann Georg II. und seiner Ehefrau Magdalena Sybille von Brandenburg-Bayreuth angebracht sind, wird die, vom barocken Kunstsinn mit üppigem Beiwerk versehene Muldendecke durch ein großes mittleres Bildfeld und umlaufend acht kleinere, trapezförmig gestaltete Bildfelder geprägt. Die Decke gilt als „Einmaligkeit in der sächsischen Kulturlandschaft“; sie wurde bei der jüngsten Restaurierung aufwändig gesichert und neu gefasst. Durch den Gerichtssitz ist der öffentliche Zugang zu dem Raum jedoch etwas eingeschränkt. Über ein Interaktives Panorama ist der „Besuch“ aber auch online jederzeit möglich.
Die neun historischen Szenarien spannen einen chronologischen Bogen von Widukind (Wittekind), dem zum „Urahn“ der Wettiner erklärten Sachsenherzog, bis zu Johann Georg I. Durch diesen genealogischen Rückblick bis in die Zeit Karls des Großen verleiht der Raum seinen besonderen Charakter als „Geschichtswerk und Erinnerungsort“.
Zum bildkünstlerischen Konzept für Raum und Decke, zeitgenössisch als „Invention“ bezeichnet, konnten bisher keine originalen Vorgaben oder Vorlagen gefunden werden. Seit Richard Needon wird als „Schöpfer oder doch Mitschöpfer der berühmten Decken-Relieffs des Kreishauptmannschaftlichen Sitzungssaals im Schloß Ortenburg“ der kurfürstliche Kammerprokurator Benjamin Leuber (1601–1675) betrachtet. Der historisierende Finanzbeamte war kein Unbekannter. Von ihm hat sich ein umfangreicher Begleittext zur „Auszierung“ des Kammergemachs erhalten, der in ausschweifender gereimter Form neben einer einleitenden kurzen Geschichte der Ortenburg, detaillierte Ausführungen zu den Wappen über den Eingängen und zu den Seitenzierden sowie die Erläuterungen der neun Bildfelder beinhaltet.
Zur offiziellen Übergabe des Raumes im April 1662 war Johann Georg II. persönlich nach Bautzen gekommen. Nach dem Rundgang und Leubers Erläuterungen hätte der Kurfürst seinem Kammerprokurator „gnädigst befohlen“, die „Invention ordentlichen zu beschreiben“ und davon einige Exemplare seinen „Anverwandten“ sowie den „Herren Räthen und Dienern“ zur weiteren Verwendung in gedruckter Form zukommen zu lassen.
In Erwartung einer kurfürstlichen Beihilfe gab Leuber daraufhin sein Manuskript, das, ergänzt mit umfangreichen Anmerkungen inzwischen auf rund 200 Seiten angewachsen war, in Bautzen in Druck. Doch blieb sein Vorhaben unvollendet. Er hatte eigenmächtig 500 Exemplare vereinbart und damit den (modern ausgedrückt) „förderfähigen“ finanziellen Rahmen weit überschritten; ein in der Literatur genanntes kurfürstliches Verbot lässt sich nicht nachweisen. Die schon gesetzten Druckbögen enden mit dem achten Bild. Sie wurden später in der Ortenburg eingelagert. Verschiedene gutsherrschaftliche oder kommunale Bibliothekare retteten einige dieser „fragmentarium“ und ließen sie für ihren Bedarf mit eigens gestalteten Titelseiten binden.
1843 vermerkte eine Chronik, die Bildfelder der Stuckdecke „(geschichtliche Scenen der Lausitz enthaltend) sind in Versen von dem Schloßinspector Grafen Schmiedel 1754 besungen“. Hierbei handelte es sich um den sogenannten Baron Gottfried Schmiedel, der 1752 an die Ortenburg versetzt wurde. Der literarisch ambitionierte Schmiedel (eigentlich Johann Gottfried Graf) hatte offensichtlich die überkommenen Druckbögen von Leubers Schrift gefunden und die Gunst der Stunde genutzt; ob er dessen Autorenschaft kannte, ist nicht überliefert. Schmiedel veröffentlichte jetzt als sein persönliches Forschungsergebnis nahezu wortwörtlich Leubers Texte, allerdings ohne die (ihn sonst entlarvenden) Anmerkungen. Das fehlende neunte Bildfeld glich Schmiedel durch entsprechende Passagen aus dem Prager Frieden von 1635 aus. Dennoch bleibt sein „Gesang“ überwiegend ein Plagiat.
Obwohl Leubers 1662 datierte Schrift durchaus bekannt war und dessen Auslassungen zur Geschichte der Oberlausitzer von einheimischen Gelehrten sehr kritisch bewertet wurden, hinterließ sie als Beschreibung der Bildfelder offenbar keinen nachhaltigen Eindruck. Eine Notiz in den Bautzener Nachrichten berichtete 1891 über ein in Dresden aufgefundenes „Bautzen betreffendes, nicht vollständig gedrucktes Buch des 17. Jahrhunderts“, ohne einen Bezug zu Leuber erkennen zu lassen. Auch Cornelius Gurlitt verwies bei seiner Vorstellung der Stuckdecke nur darauf, dass „nach deren Fertigstellung 1662 eine poetische Beschreibung im Druck erschien“. Selbst für eine „Erklärung der Felder der Decke im ehemal. ‚kurfürstlichen Kammergemache‘ auf dem Schloß Ortenburg“, die sich 1911 auf eine Vorlage im Staatsarchiv Dresden berief, konnte kein Verfasser genannt werden. Die auffällige Akzentuierung der widukindischen Traditionslinie wie auch der Duktus des 17. Jahrhunderts lassen jedoch vermuten, dass diese als kurze Version auf Leubers Erläuterungen basierte.
Inzwischen ist Leubers Text digitalisiert und damit allgemein zugänglich; seine Ausführungen sind aber letztlich nur noch für die Geschichte der Geschichtsschreibung interessant. Aktuelle Erklärungen der Bildfelder sind sprachlich dem heutigen Verständnis angepasst.

## Aussage der Bildfelder und historischer Hintergrund
Die Bildfolge beginnt in Höhe des linken Fensters an der Hofseite (im Panorama ist außen ein Baum zu sehen) und setzt sich gegen den Uhrzeigersinn fort. Das achte Bild ist über der Tür mit dem kursächsischen Wappen.

### Erstes Bild
Karl der Große, erkenntlich an dem Signum C(a)R(o)L(u)S aus einer von ihm im Jahre 790 unterzeichneten Urkunde und dem doppelköpfigen Adler als dem Zeichen kaiserlicher Würde, begünstigt Widukind per Fahnenlehen. Den Sachsenherzog kennzeichnen das springende „Sachsenross“ für das Herzogtum Westfalen und die drei (bisher fälschlich als „aufwärts gerichtete Halbmonde“ gedeuteten) Seeblätter für das Herzogtum Engern; ein Begleiter hält den Herzogshut. Ein Wappenschild im Panier zeigt oben einen aufsteigenden Löwen sowie eine Gitterstruktur, bestehend aus Stützen und Bändern, und unten (über die ganze Fläche reichend) eine Mauer mit drei Zinnen.
Nachdem sich Widukind (Wittekind) im Jahre 785 taufen ließ, war für den Frankenkönig und späteren Kaiser Karl (den Großen) der Weg für weitere Eroberungszüge bis an Saale und Elbe frei. Ob der Sachsenherzog in die Kämpfe gegen die dort ansässigen westslawischen Stämme tatsächlich einbezogen war, ist nicht überliefert. Nach mittelalterlicher wettinischer Tradition hätte er jedoch erfolgreich gegen die „SorbenWenden“ gekämpft und sei dafür vom Kaiser mit Gebieten im eroberten Land belehnt worden. Auch seinen nach ihm für „trewe beystande“ zwei bedeutende Festungen benannt worden, „eine an der Sala/ die ander an der Elbe (…) Wethin und Wittenberg“.
Leuber deutete die Symbole im Panier als „die Wettinsche / Sorben und Budsetzsche Schilde“, für Gurlitt waren sie ein „Phantasie-Wappen von Wettin, Sorben und Budissin(?)“. Das „Wettinsche“ Schild lässt sich wohl eindeutig auf dem kurfürstlich-sächsischen Haus Wettin wie auch dessen gleichnamiger Stammburg an der Saale zuordnen. Die Deutung der Gitterstruktur als „Sorben“[land] ist dagegen nicht nachvollziehbar. Zwar wird der, laut den „Fränkischen Annalen“ („Annales regni Francorum“) im Jahre 806 gefallene Stammesfürst Miliduch mit dem „unweit der heutigen Stadt Gera“ lokalisierten „Warnenfeld“ in Verbindung gebracht und auch der „Bayerische Geograph“, eine in das 9. Jahrhundert datierte Völkertafel, kennt eine „regio surbi“ südlich von Leipzig, doch ist von diesem Gebiet kein Symbol überliefert, das eine solche Identifikation rechtfertigte. Dagegen ist die Gitterstruktur mit einem älteren Wappen von Zörbig identisch. Dafür spricht auch, dass Wettin und Zörbig, heute zwei Kleinstädte nördlich von Halle (Saale), als die ältesten Burggrafschaften „des Widekindischen Sächsischen Geschlechts“ galten.
Auch die Zuordnung der dreigezinnten Mauer hinterlässt bis heute einige offene Fragen. Während Leuber und nachfolgende Autoren diese mit „Land und Herrschaft“ Budseetz oder Budseß gleichsetzten, wurde nach 1900 der in der Oberlausitz nicht bekannte Ortsname in Budissin oder sogar in Bautzen abgeändert. Mit Widukind und den auf das Jahr 806 datierten Ereignissen konnte das erstmals 1002 erwähnte Budissin (ab 1868 Bautzen) aber niemals etwas zu tun haben. Historisch lässt sich also die symbolisch für Bautzen und die Oberlausitz erst später geltende Mauer in einem Wappenschild schon des 9. Jahrhunderts nicht begründen.

### Zweites Bild
König Heinrich IV. übergibt Wiprecht von Groitzsch ein Panier mit den Wappensybolen mehrerer Herrschaften, darunter die (Bautzener) Mauer. Den König kennzeichnet sein Signum aus dem Jahr 1062 und der doppelköpfige kaiserliche Adler. Auf den Grafen verweist ein gesatteltes Pferd, das nach rechts schreitet; hinter ihm steht offensichtlich schon sein jüngerer Sohn Heinrich von Groitzsch.
Der ostfränkische König Heinrich I. hatte nicht nur die altsorbischen Daleminzier besiegt, er hatte auch die östlich de Elbe lebenden „milczane“ (Milzener) „von [Meißen] aus“ in die Tributpflicht gezwungen. Als quasi erobertes Land gehörte die „terra milsca“, das Milzenerland, somit zum königlichen Territoriem und wurde als Grenzgau ein Teil der Mark Meißen.Als repräsentatives Zentrum von „milsca“ galt bald die „civitas Budusin“, deren erste Erwähnung 1002 mit der Eroberung durch den polnischen Herzog Bolesław I. Chrobry verbunden ist. Der Frieden von Bautzen 1018 bestätigte jedoch den Status von „milsca“ als Lehen des Heiligen Römischen Reiches, es lag damit immer in der Verfügungsgewalt des jeweiligen Königs.
Als Heinrich IV. den böhmischen Herzog Vratislav II. zur Teilnahme an seinen Italienfeldzügen gewinnen wollte, überließ er diesem 1076 lehnsweise die Marken Lausitz und Meißen und versprach ihm die Böhmische Krone. Im Gefolge des Herzogs tat sich der mittelsächsische Graf Wiprecht von Groitzsch hervor. Mit königlicher Gunst heiratete er 1085 Judith, die Tochter des Herzogs aus dessen zweiter Ehe, und kam so in den Genuss einer ansehnlichen Mitgift; unter anderem wurde er Burggraf von Budissin. Eine direkte Belehnung des Grafen durch den König ist eher unwahrscheinlich, doch setzte die Weitergabe des Besitzes sicherlich dessen Zustimmung voraus.
Leuber sah in dieser Entscheidung eine Missachtung der widukindischen Traditionslinie. Doch spielte das letztlich keine Rolle, da die Grafschaft Groitzsch später in wettinischem Besitz aufging. Auch wenn sich Wiprecht und sein Sohn Heinrich nicht häufig und für längere Zeit in Budissin aufhielten, nachhaltig war diese Episode dennoch für den Landesausbau in der Oberlausitz. Die Groitzscher holten erstmals Bauern und Handwerker in größerer Zahl aus westsächsischen Gebieten und ließen diese bis dahin unwirtlichen Gebiete zu günstigen Bedingungen besiedeln.

### Drittes Bild
Unter dem Wappen des Herzogtums Schwaben thront Kaiser Friedrich I. Barbarossa. Rechts von ihm steht der Wettiner Konrad I. von Meißen. Sein Wappenschild enthält den meißnischen Löwen, die „Landsberger Pfähle“ und die drei Seeblätter hier für die Grafschaft Brehna. Konrads Blick geht aus dem Bild, gleichsam Vergangenes andeutend. Links vom Kaiser steht der böhmische Herzog Vladislav II. Er hält in der Hand die Königskrone, im Wappenschild ist der böhmische Löwe zu erkennen. Die Paniere zeigen schon die tatsächlich erst in späterer Zeit nachweisbaren, bis heute gültigen Symbole der beiden Lausitzen, den (Niederlausitzer) Stier und die (Oberlausitzer) Mauer.
Nach dem Aussterben der Groitzscher in der männlichen Linie hatte sich Markgraf Konrad I. zunächst die Mark Lausitz gesichert, und 1144 erhielt er von König Konrad III. auch noch das Milzenerland. Damit waren die Wettiner erstmals tatsächlich die Landesherren beider Lausitzen. Als der auf dem Königsthron nachfolgende Friedrich Barbarossa erneut die Böhmen als Verbündete zu gewinnen suchte, entzog er dem gesundheitlich angeschlagenen Meißener Markgrafen das Milzenerland, belehnte damit 1158 Vladislav II. und verlieh ihm gleichzeitig den Titel eines Königs; seit 1197 ist das böhmische Königtum erblich. Um 1200 gewann die „terra milsca“ erheblich an Attraktivität und wurde jetzt begrifflich zum Budissiner Land. „Budusin ci[vitas et] regio“ (Budissin, Stadt und Land) waren bald so bekannt, dass sie neben Meißen auch in die Ebstorfer Weltkarte erscheinen.

### Viertes Bild
In der Mitte thront Kaiser Karl IV. unter dem Wappen des Hauses Luxemburg (Lützelburg), in den Händen hält er Reichsapfel und Zepter. Zu seinen Füßen lehnt ein bekröntes Wappenschild mit den Symbolen (oben) für Mähren (geschachter Adler) und Schlesien (Adler mit Mondsichel) sowie (unten) für Ober- und Niederlausitz; ein aufliegendes Herzschild zeigt den böhmischen Löwen. Das Schild soll auf die 1348 bekräftigte dauerhafte Bindung der vier Länder an die Böhmische Krone („corona Bohemiae“) verweisen; eine Entscheidung, die hier durch die ins Bild einbezogenen Kurfürsten auf eine reichspolitische Ebene gehoben wird. Gemäß der 1356 durch die Goldene Bulle geregelten Ordnung sitzen rechts vom Kaiser die geistlichen Bischöfe von Trier, Mainz und Köln und links die weltlichen, der Pfalzgraf bei Rhein (Reichsapfel) sowie die Herzöge von Sachsen (Kurschwerter) und Brandenburg (Zepter). (Wenn hier in der Literatur gelegentlich schon der Herzog von Bayern anstelle des Pfalzgrafen genannt wird, ist das eindeutig verfrüht; der Bayer hatte zwar einen Anspruch, er wurde aber erst 1623 mit der Kur betraut.)
Im Jahr 1253 war das Budissiner Land als Mitgift der böhmischen Königstochter Beatrix (Božena) an die brandenburgischen Askanier gekommen. Diese teilten das Gebiet 1268 etwa in Höhe des Löbauer Wassers in die Länder Budissin und Görlitz und schufen damit eine bleibende Situation. Nachdem Markgraf Waldemar 1319 kinderlos verstorben war, machten sich die Wettiner einige Hoffnungen, dessen Erbe anzutreten; Friedrich I. hatte schon 1309 die Markgrafschaft Meißen erblich erhalten. Die Budissiner und später auch die Görlitzer Landstände entschieden sich jedoch für eine Rückkehr zu Böhmen, nachdem ihnen König Johann von Böhmen zugesagt hatte, ihr Land künftig nicht mehr zu verpfänden.
Der ihm nachfolgende Sohn Karl IV. vertiefte diese Bindung. Er hatte schon 1346 der Gründung des politisch und wirtschaftlich einflussreichen Bundes der königlichen Städte Budissin, Görlitz, Lauban, Löbau, Kamenz und Zittau zugestimmt. Und am 7. April 1348 inkorporierte er die „marchia Budissinensis et Gorlicensis“ auf „ewig“ der böhmischen Krone. Das aus dem Budissiner und dem Görlitzer Land zusammengefügte neue Kronland wurde bald in Anlehnung an den Sechsstädtebund als „Sechslande und Städte“ bezeichnet.

### Fünftes Bild
Unter dem Wappen des Hauses Luxemburg drängen sich neben dem schon bekannten fiktiven Wappenschild mit Mähren, Schlesien, Ober- und Niederlausitz sowie Böhmen (heraldisch) rechts von innen nach außen Wenzel (IV.), Sigismund, Elisabeth von Luxemburg [I] und ihr Ehemann Albrecht II. aus dem Hause Habsburg sowie links ebenfalls von innen nach außen Ladislaus Posthumus, Elisabeth von Habsburg [II] und deren Ehemann, der polnische König Kasimir IV. (Kazimierz IV. Jagiełłończyk).
Karl IV. hatte noch persönlich die Nachfolge auf dem Königsthron so geregelt, dass bei Ausfall der männlichen Linie des Hauses Luxemburg auch die weibliche legitimiert war. Seinen ältesten Sohn Wenzel (IV.) hatte er selbst noch inthronisiert. Der jüngere Bruder Sigismund (Sigmund) folgte ihm schon 1411 vorzeitig auf dem römisch-deutschen Königsthron. Wegen seines Wortbruches gegenüber Jan Hus auf dem Konzil von Konstanz verweigerten die böhmischen Stände ihm zunächst die Thronfolge in Böhmen; erst nach der Verständigung mit den Hussiten konnte er 1436 in Prag einziehen. Da Sigismund keinen männlichen Erben hatte, ging die Legitimation zur Thronfolge auf die weibliche Linie über; auf seine Tochter Elisabeth [I]. Weil ihr Sohn Ladislaus Postumus schon jung verstarb, wurde die Thronfolge 1457 erneut vakant. Die Legitimation fiel jetzt auf dessen ältere Schwester Elisabeth [II] zurück. Über deren Ehemann, den polnischen König Kasimir IV. kam für einige Jahrzehnte die jagiellonische Linie als böhmische Herrscher ins Spiel kam.
In die seinerzeitigen Wirren um die böhmische Krone waren auch Georg von Podiebrad und der ungarische König Matthias Corvinus eingebunden. Der aus dem niederen Adel stammende Podiebrad hatte sich 1458 zum König wählen lassen und residierte in Prag; er war aber wegen seiner hussitischen Vergangenheit etwas umstritten. Matthias bemühte sich ebenfalls mit päpstlicher Unterstützung um die Böhmische Krone und konnte 1469 im ersten Frieden von Olmütz auch den Titel eines böhmischen Königs und die Kronländer für sich gewinnen, die Wenzelskrone blieb ihm jedoch versagt. Beide waren jedoch für den böhmischen Königsthron „erblich“ nicht legitimiert und erscheinen wohl deshalb auch nicht im Bild.

### Sechstes Bild
Die Szene ähnelt der vorigen. Nur ist hier über dem bekannten fiktiven Wappen mit den böhmischen Kronländern und dem aufliegenden böhmischen Löwen das österreichische Bindenwappen mit dem Goldenen Vlies, dem Hausorden der Habsburger, angebracht. Heraldisch rechts stehen von außen nach innen Vladislav II., dessen Kinder Ludwig II. (Lajos) und Anna von Böhmen und Ungarn sowie deren Ehemann Ferdinand I. Links stehen (jetzt von innen nach außen) Maximilian II. und dessen kinderlos gebliebene Söhne Rudolf II. und Matthias sowie im Harnisch Ferdinand II., der Sohn von Maximilians jüngerem Bruder Karl. (Im Wappen hinter Maximilians linken Fuß ist schon der Doppeladler als Zeichen des nunmehr erblichen Kaisertums enthalten).
Nach Georg von Podiebrad hatten die böhmischen Stände 1471 Vladislav Jagiełłończyk, den erstgeborenen Sohn von Elisabeth [II], als Vladislav II. (Ladislaus) zum König von Böhmen gewählt und ihm die Wenzelskrone übertragen. Gemäß den Vereinbarungen von Olmütz fielen nach dem Tode von Matthias Corvinus 1490 auch die Kronländer 1490 an Vladislav zurück. Gleichzeitig wählten die Ungarn diesen als II. Ulászló zu ihrem neuen König. Weil dessen Sohn Ludwig II. (II. Lajos) in der Schlacht bei Mohács kinderlos starb, fiel die Legitimation für die böhmische Thronfolge jetzt erneut zurück, auf die 1503 geborene Anna, die seit 1515 (gültig erst seit 1521) mit Ferdinand I., Erzherzog von Habsburg, verheiratet war. Damit ging 1526 die Böhmische Krone mit den Kronländern auf das Haus Habsburg über.
Seit Ferdinand I. titulierten sich die Habsburger auch Markgrafen der Ober- und Niederlausitz. Damit erhielten die beiden Markgraftümer rechtsverbindlich einen politischen Status, der trotz späterer Veränderungen ihrer landesherrlichen Zugehörigkeit bis 1918 nachwirken sollte.

### Siebentes Bild
Der zum böhmischen König gewählte Kurfürst Friedrich V. (Pfalz) erscheint hier als Turnierreiter, in seinem Schild sind schon die Wappen der Kronländer zu sehen. Friedrich zielt mit seiner Lanze auf das habsburgische Wappen, welches, an einer korinthischen Säule befestigt, etwas verrutscht ist. Am Fuß der Säule ist der böhmische Löwe zu erkennen. Den Hintergrund bildet die Prager Burg.
1617 wurde der streng katholische Ferdinand II. zum König von Böhmen gewählt. Als er die von seinen Vorgängern gewährte Religionsfreiheit nicht mehr akzeptierte, löste er damit den Zweiten Prager Fenstersturz und einen böhmischen Aufstand aus, der ihm die Königswürde wieder entziehen sollte. Ein von den protestantischen Ständen dominierter sogenannter Konföderationslandtag wählte im August 1619 den calvinistisch geprägten Kurfürsten Friedrich V. von der Pfalz zum König und proklamierte gleichzeitig die Absetzung Ferdinands II.
Die im Frühjahr 1620 auch in Bautzen vorgesehene Huldigung Friedrichs fand jedoch nicht mehr statt, da dieser von Breslau kommend zwar noch Görlitz erreichte, aber dann vorzeitig über Zittau nach Prag zurückreisen musste. Hier hatten sich die Machtverhältnisse inzwischen gegen ihn gewendet.

### Achtes Bild
In einer zweiten Turnierszene flieht Friedrich, schon ohne Krone, vor dem sächsischen Kurfürsten Johann Georg I., der ihm mit erhobenem Schwert und dem großen sächsischen Wappen im Schild nachsetzt. Im Hintergrund ist die Silhouette von Bautzen mit der Ortenburg zu sehen (nicht, wie selbst bei Gurlitt noch, die Prager Burg). Das habsburgische Wappen an der Säule ist wieder stabilisiert.
In dieser unruhigen Zeit starb Kaiser Matthias, und so stand plötzlich auch im Reich dessen Nachfolge an. Der sächsische Kurfürst Johann Georg I. stellte sich jetzt auf die Seite des durch die innerböhmische Entwicklung geschwächten Ferdinand II. Als die evangelisch dominierten Stände der Oberlausitz die Gunst der Stunde nutzen und sich von der Krone Böhmen lösen wollten, sprach Ferdinand zur Strafe eine Reichsexekution aus und beauftragte damit den sächsischen Kurfürsten. Für anfallende Kriegskosten hatte der Kaiser ihm die beiden Markgraftümer Ober- und Niederlausitz als Pfand zugesichert, ein Angebot, das dem Wettiner sehr entgegenkam, sah er sich doch damit der Erfüllung eines Jahrhunderte alten Wunsches nahe, die beiden einst zur Mark Meißen gehörigen Länder mit Kursachsen zu verbinden.
Eine kampflose Übergabe von Bautzen im September 1620 verhinderte jedoch hier noch verbliebenes Militär des Pfälzers. Erst nach fünfwöchiger Belagerung konnte Johann Georg I. als Sieger in die durch Beschuss zerstörte Stadt einziehen. Ein zeitgenössischer Stich zeigt ihn als Sieger sehr anschaulich. Durch die kursächsische Unterstützung gestärkt konnte Ferdinand II. am 8. November 1620 die entscheidende Schlacht am Weißen Berg (Bílá hora) bei Prag für sich entscheiden. Der „Winterkönig“ Friedrich musste ins Exil gehen.

### Neuntes Bild
Vor den versammelten Würdenträgern des Heiligen Römischen Reiches empfängt der sächsische Kurfürst Johann Georg I. kniend die Urkunde über die Belehnung mit den Markgraftümern Ober- und Niederlausitz; ein Herold hält ein Panier mit dem großen sächsischen Wappen. Hinter dem Belehnten stehen die Söhne Johann Georg II. (seit 1656 schon kurfürstlicher Nachfolger), August (Sachsen-Weißenfels), Christian I. (Sachsen-Merseburg) und Moritz (Sachsen-Zeitz). Am (heraldisch) rechten Bildrand sitzen gleich drei Kaiser vereint auf dem Thron: in der Mitte mit Lorbeerkranz Ferdinand II., rechts von ihm, Ferdinand III. und links der 1662 aktuelle Herrscher Leopold I.; die Reihung ist durch entsprechende Kürzel am Baldachin kenntlich gemacht. (Über den Inhalt der Mappen, die Ferdinand II. und Leopold auf den Knien halten, kann mangels aussagefähiger Symbole nichts Verlässliches gesagt werden,) Neben Leopold drängen sich die weltlichen Kurfürsten von Bayern (Reichsapfel), Brandenburg (Zepter) und der Kurpfalz ins Bild (für diesen wurde 1648 eine achte Kurwürde neu geschaffen), danach folgt der König von Schweden. Vor Leopold sitzen die geistlichen Kurfürsten von Mainz, Trier und Köln und steht der König von Frankreich; die beiden Könige galten als Garanten für den 1648 abgeschlossenen Westfälischen Frieden.
Der sich ausweitende Dreißigjährige Krieg hatte eine Begleichung der Johann Georg I. zugesicherten Erstattung seiner Kriegskosten durch den Kaiser aussichtslos werden lassen. Zur Entschädigung überließ Ferdinand II. im Ergebnis des Prager Friedens vom 30. Mai 1635 dem sächsischen Kurfürsten die Markgraftümer Ober- und Niederlausitz als sogenanntes Mannlehen; es war also an einen männlichen Thronfolger gebunden. So spektakulär, wie im Bild dargestellt und damit bewusst weltpolitisch eingeordnet, erfolgte die Belehnung natürlich nicht. Die Übergabe der Urkunde an Johann Georg I. fand wegen der Kriegszerstörungen in Bautzen erst 1638 im eher kleinen Kreis in Görlitz statt. Diese Jahreszahl ist auch am Denkmal für Johann Georg I. auf dem Fleischmarkt in Bautzen angebracht.
Obwohl die Wettiner seit 1635 als Kurfürsten und später als Könige von Sachsen offiziell die Markgrafen beider Lausitzen waren, verblieb der gleiche Titel auch bei den Habsburgern. Mit dem Übergang der Niederlausitz und eines Teiles der Oberlausitz 1815 an Preußen nahmen ihn schließlich auch dessen Könige an. Neben dem Kaiser von Österreich führte auch der deutsche Kaiser den „Markgrafen der/von Ober- und Niederlausitz“ traditionell in ihrer Titulatur. Erst mit der Auflösung des Heiligen Römischen Reiches 1806, dem Wiener Kongress und den verfassungsmäßigen Veränderungen des 19. Jahrhunderts verlor die Bindung der beiden Markgraftümer an die Krone Böhmen zunehmend an Relevanz. Mit dem Ende der Monarchien in Deutschland und Österreich ist sie auch de jure erloschen.